# Aditivní kódování
Aditivní kódování (také kódování s posunutou nulou) je označení pro způsob, kterým jsou kódovány některé datové typy pro reprezentaci celých čísel. Je alternativou k jiným integerovým datovým typům podporujícím záporná čísla, například k dvojkovému doplňku. Záporná čísla jsou v aditivním kódování ukládána s přičtením takové konstanty, aby nejnižší reprezentovatelné záporné číslo odpovídalo nule, a následně je využita obvyklá metoda reprezentace nezáporných čísel.
Hodnota této konstanty, označovaná také posun (případně ofset nebo anglicky bias), je pro datové typy o n bitech volena obvykle {\displaystyle 2^{n-1}}, tedy v dvojkovém zápise odpovídá nule zápis s nejvýznamnějším bitem jedničkovým a ostatními nulovými a největšímu reprezentovatelnému číslu odpovídá zápis se samými jedničkami. Při této volbě je snadný převod mezi aditivním kódováním a dvojkovým doplňkem změnou nejvýznamnějšího bitu.
Mezi výhody aditivního kódování patří skutečnost, že posun kromě slučitelnosti s sčítáním a odčítáním také zachovává uspořádání[nepřesný odkaz], tedy pro vyhodnocení nerovnosti čísel v aditivní notaci lze přímo použít srovnávání naprogramované pro nezáporná čísla v obvyklém dvojkovém kódování.
Historicky významným příkladem aditivního kódování je Stibitzův kód používaný v historických počítačích, který je na čtyřech bitech s posunem tři. Aktuálním případem používání jsou mnohé formáty čísel s pohyblivou řádovou čárkou, kde je aditivní kódování používáno pro uložení exponentu: Takto ukládá exponent standard IEEE 754.
Následující tabulka uvádí příklad pro čtyřbitová čísla:
| Desítkový zápis | Aditivní kódování s posunem 8 | Dvojkový doplněk |
| --------------- | ----------------------------- | ---------------- |
| 7               | 1111                          | 0111             |
| 6               | 1110                          | 0110             |
| 5               | 1101                          | 0101             |
| 4               | 1100                          | 0100             |
| 3               | 1011                          | 0011             |
| 2               | 1010                          | 0010             |
| 1               | 1001                          | 0001             |
| 0               | 1000                          | 0000             |
| −1              | 0111                          | 1111             |
| −2              | 0110                          | 1110             |
| −3              | 0101                          | 1101             |
| −4              | 0100                          | 1100             |
| −5              | 0011                          | 1011             |
| −6              | 0010                          | 1010             |
| −7              | 0001                          | 1001             |
| −8              | 0000                          | 1000             |